# Koppány Ferenc

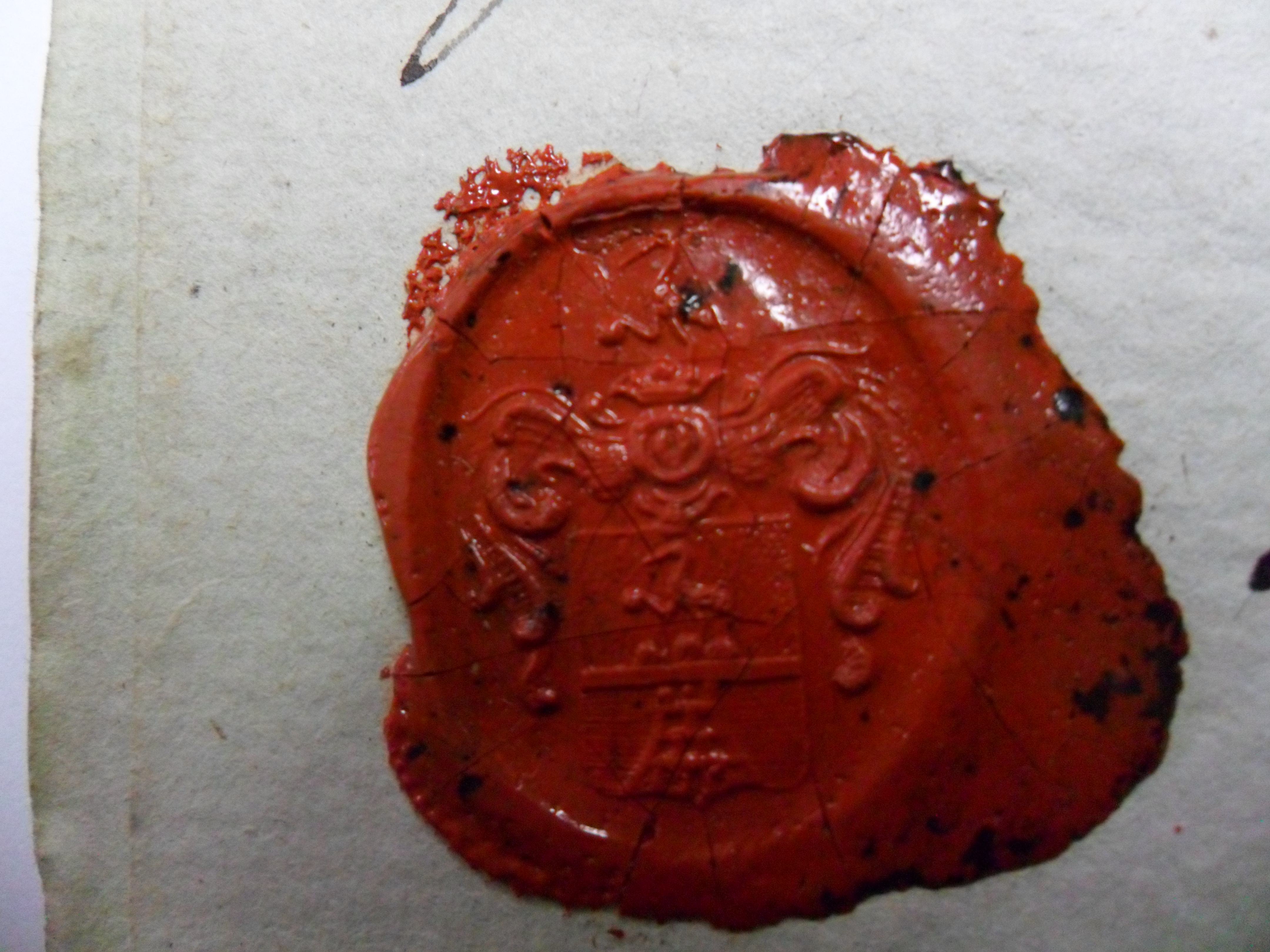
Koppány Ferenc címeres viaszpecsétje

Koppány Ferenc (néhol: Koppányi) (Zalaegerszeg, 1792. szeptember 14. – Zalaegerszeg, 1866. május 25.) Zala vármegye első alispánja, főadószedője, táblabíró, a zalai nemesi pénztár gondnoka.

## Élete
A Zala vármegyei kisnemesi Koppány család leszármazottja. Apja nemes Koppány József (1753-1818), Zala vármegye várnagya, táblabíró, Zala vármegye számvevője 1810. május 7. és 1818. február 23. között; anyja hottói Nagy Magdolna (1772-1814) volt. Koppány József Zala megyei várnagy, feleségével és gyermekeivel együtt 1803. augusztus 12.-én címeres levelet szerzett I. Ferenc magyar királytól. Fivére, Koppány József (1795–1841), zalai esküdt, zalaegerszegi állómási biztos volt, aki nőtlen volt. Koppány Ferenc leánytestvérei: nemes Koppány Anna (1794–1857), akinek a férje salomvári Vizy Ignác (1787-1840), táblabíró, földbirtokos, nemes Koppány Borbála (1801-1880), akinek a férje csáfordi Csillagh Lajos (1789-1860), földbirtokos, a későbbi zalai alispán, az 1848-as szabadságharc alatt a megyei állandó bizottmány elnökeként. Méghozzá két hajadon leánytestvére is volt: Koppány Judit (1804-1844) és Koppány Zsófia (1803-1882). Unokaöccse csáfordi Csillagh László (1824–1876), Zala vármegye alispánja, országgyűlési képviselő, táblabíró, a királyi kúria legfőbb ítélőszéki osztályú bírája, az Igazságügyi minisztérium osztálytanácsosa, földbirtokos.
Koppány Ferenc apja 1805 júniusában a soproni (bencés) gimnázium 2. grammatikai osztályában tanuló fia számára királyi ösztöndíjért folyamodott, amit Ferenc azután el is nyert. Koppány Ferenc 1810 nyarán királyi engedélyt kapott, hogy ösztöndíja megtartásával „keszthelyi oskolákban” folytathassa tanulmányait. A vármegye közgyűlése ennek érdekében Festetics György grófhoz fordult, valószínűleg a Georgicon gazdasági akadémiára kérve felvételét. Koppány Ferenc azonban nem Keszthelyen tanult tovább, hanem 1810 és 1812 között a zágrábi királyi akadémián végezte el a jogi fakultás két évfolyamát, ugyancsak királyi ösztöndíjjal. A jogakadémiát végzett fiatalember 1812 szeptemberében Zala megye főispáni helyetteséhez folyamodott, hogy joggyakornokként vehessen részt a vármegye törvényszékének ülésein. A vármegye közgyűlése, tekintettel arra, hogy a kérelmező jó magaviseletét tanúsított és jól tanult az iskoláiban, azonnal felfogadta joggyakornoknak. Koppány Ferenc 1814-ben (az akkori gyakorlatnak megfelelően) jurátusnak ment Pestre, a Királyi Táblára, ahol 1815. június 9-én tette le az ügyvédi vizsgát. Noha ügyvédi diplomáját (az általános szokástól eltérően)nem hirdette ki Zala megyében, zalai kortársai körében köztudott volt, hogy „a jog[i] pályát megfutván, ügyvédi vizsgálaton is kitűnőleg keresztülment”.
Koppány Ferenc 1817. január 15. és 1825. június 6. között Zala vármegye első aljegyzője lett. 1821. május 28-án a megye táblabírájává nevezte ki a főispáni helyettes. 1825. június 6.ától 1849. október 31.-éig Zala vármegye főadószedője volt. Koppány Ferenc, Deák Ferenc szabadelvű politikájának egyik leghűségesebb támasza volt, és egyben fiatal kora óta benső jó barátja is. Koppány Ferenc a nemesi pénztár gondnoka volt évtizedeker át; szigorú pontosság és becsületesség volt jelleme, nagyra becsülték a vármegyében. 1845-től listázott zalai önkéntes adozó nemesek között szerepelt Deák Ferenc és több más nemes úr mellett. Az 1848-as szabadságharc alatt, főadószedőként, Csány Lászlóval és Csillagh Lajossal szorosan tevékenykedett a vármegye védelme és rendezése érdekében. Amikor a Bach korszaknak vége lett Koppány Ferenc Zala vármegye alkotmányos első alispánja lett: 1861. február 7. és 1861. november 11. között a vármegye első alispánjaként tevékenykedett.
1866. május 25.-én hunyt el Zalaegerszegen özvegyen és leszármazottak nélkül.

## Házassága és gyermekei
Felesége, pogányszentpéteri Málik Mária Terézia (*Bakónak, Zala vármegye, 1800. január 13.-†Zalaegerszeg, 1834. szeptember 20.) úrnő, pogányszentpéteri Málik Ferenc és Kún Teréz lánya volt. Házasságukból született:
- Koppány Karolina Mária Anna (*Kisunyom, 1820. március 29.–†Zalaegerszeg, 1848. július 8.), hajadon.
- Koppány László Antal (*Zalaegerszeg, 1822. március 15.–† Zalaegerszeg, 1822. augusztus 17.)
- Koppány Mária Emília (*Zalaegerszeg, 1823. október 5.–†Zalaegerszeg, 1863. november 5.). Férje, nemes Kováts Károly (*Zalaegerszeg, 1818. július 25.–†?)
- Koppány Mária Ottilia (*Zalaegerszeg, 1825. május 9.–†?)
- Koppány Eleonóra Mária (*Zalaegerszeg, 1826. szeptember 17.–†?)
- Koppány Mária Klára (*Zalaegerszeg, 1830. május 1.–†Zalaegerszeg, 1830. október 28.)
- Koppány Gyula Ferenc József (*Zalaegerszeg, 1831. december 4.–†Zalaegerszeg, 1852. december 8.), főhadnagy a 47. honvédzászlóaljban.[13]
- Koppány Mária Eleonóra (*Zalaegerszeg, 1834. szeptember 7.–†Zalaegerszeg, 1853. március 7.), hajadon.